# Ellettsville
Ellettsville – miasto w Stanach Zjednoczonych, w stanie Indiana, w hrabstwie Monroe.